# Svartgumpad trupial
Svartgumpad trupial (Icterus wagleri) är en fågel i familjen trupialer som förekommer i Centralamerika.

## Utseende och läte
Svartgumpad trupial är en 20,5–23 cm lång praktfull fågel. Ovansidan är mestadels svart, inklusive huvud och nacke, liksom undergumpen som gett arten dess namn. På undersidan och mindre vingtäckarna är den orangegul. Näbben är relativt lång och något nedåtböjd. Könen är lika. Sången är inte särskilt musikalisk, en blandning av snabba melodier, kvitter samt nasala eller raspiga toner. Bland lätena hörs nasala "nye".

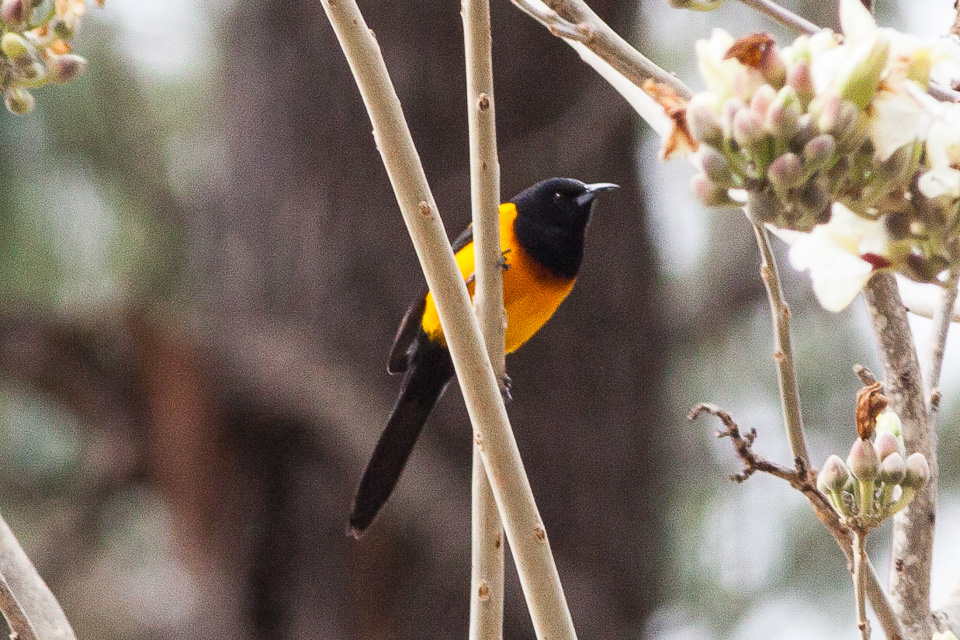

## Utbredning och systematik
Svartgumpad trupial delas in i två underarter med följande utbredning:
- Icterus wagleri castaneopectus – förekommer i torra ödemarker i nordvästra Mexiko (södra Sonora till norra Sinaloa och Chihuahua)
- Icterus wagleri wagleri – förekommer i höglandet i västra Mexiko (Sinaloa och Coahuila) till norra Nicaragua

Vissa bestånd flyttar vintertid till låglänta områden vid Stillahavskusten. Arten har tillfälligt påträffats i södra USA, med fynd av nominatformen i Texas och castaneopectus i Arizona.

## Levnadssätt
Svartgumpad trupial föredrar buskiga skogsmarker och halvöppna områden med höga häckar av blommande träd. Den kan också ses i kokosplantage utmed Stillahavskusten. Arten påträffas vanligen i par och lika mycket för sig som tillsammans med andra trupialer. Födan består av insekter och andra leddjur, men även frukt och nektar.

### Häckning
Fågeln häckar från juni till juli i södra Mexiko, i El Salvador från maj. Fågeln är troligen monogam och häckar enstaka, det vill säga inte i kolonier. Boet är en grund vagga vävd av växtfibrer som hängs lågt eller medelhögt i ett träd, ibland fastvävt på undersidan av ett palm- eller bananblad. I boet lägger den tre till fyra gräddvita ägg med mörkbruna och gulaktiga fläckar. Efter 34 dagar är ungarna flygga. Boet parasiteras ibland av bronskostare.

## Status och hot
Arten har ett stort utbredningsområde och en stor population, men tros minska i antal, dock inte tillräckligt kraftigt för att den ska betraktas som hotad. Internationella naturvårdsunionen IUCN listar därför arten som livskraftig (LC). Beståndet uppskattas till i storleksordningen 500 000 till fem miljoner vuxna individer.

## Namn
Fågelns vetenskapliga artnamn hedrar Johann Georg Wagler (1800-1832), tysk herpetolog och systematiker.